# Харбинский вокзал
Харбинский вокзал (кит. упр. 哈尔滨站, пиньинь Hā'ěrbīn Zhàn, палл. Харбин чжань) — станция Цзинхаской, Биньчжоуской и Биньсуйской. Расположена в  Харбине провинции Хэйлунцзян.

## История
Открыт в 1899 году. Раньше назывался Сунхуацзян (кит. упр. 松花江). Он был переименован в Харбинский вокзал в июле 1903 года. Реконструкция производилась в 1960, 1972, 1989 и 2002 годах. В 2015 году началось строительство нового железнодорожного вокзала Харбина с использованием оригинального стиля ар-нуво, построенного на месте старой станции 1903 года постройки и неся некоторое внешнее сходство с видом старого здания. 31 августа 2017 года северный терминал недавно построенного железнодорожного вокзала Харбина открылся для государственной службы. Главный южный терминал, реконструкция которого на месте, планируется открыть в 2018 году. В 1934 году Харбин стал достаточно крупной узловой станцией. Здесь пересекались пять железнодорожных путей. Сейчас вокзал принимает около 190 поездов. Каждый день через станцию проходит около 3 миллионов пассажиров.
26 октября 1909 года корейский националист Ан Чунгын (안중근 / 安重根) убил Хиробуми Ито (伊藤博文), первого премьер-министра Японии, на платформе на станции Харбин. Это был генеральный резидент Японии в Корее за несколько месяцев до его убийства. В воскресенье, 19 января 2014 года, в Харбине был открыт мемориальный зал площадью 200 км² в честь Ан Чунгына.